# Кросс, Ник (игрок в американский футбол)
Николас Кросс (англ. Nicolas Cross; 10 сентября 2001, Буи, Мэриленд) — профессиональный американский футболист, сэйфти клуба НФЛ «Индианаполис Колтс». На студенческом уровне выступал за команду Мэрилендского университета. На драфте НФЛ 2022 года был выбран в третьем раунде.

## Биография
Николас Кросс родился 10 сентября 2001 года в Буи в штате Мэриленд. Один из трёх детей в семье компьютерного инженера Майкла Кросса и его супруги Анны, фармацевта в больнице Мэрилендского университета. Его отец эмигрировал в США из Ямайки, мать родом из Тринидада и Тобаго. С первого по седьмой класс Кросс учился в Лютеранской школе в Ландовер-Хиллсе, затем некоторое время провёл в школе святого Иеронима и окончил обучение в католической школе Демата в Хайатсвилле. Во время игры за школьную команду он включался в состав сборной звёзд Вашингтонской агломерации. После выпуска считался лучшим молодым игроком Мэриленда, входил в рейтинг сильнейших игроков школьного футбола ESPN 300.

### Любительская карьера
В 2019 году Кросс поступил в Мэрилендский университет. В дебютном сезоне он принял участие в двенадцати матчах, пять из которых начал в стартовом составе команды, сделал 45 захватов и два перехвата. В сокращённом из-за пандемии COVID-19 сезоне 2020 года он сыграл четыре матча с 23 захватами, сэком и форсированным фамблом.
В 2021 году Кросс был одним из стартовых сэйфти Мэриленд Террапинс. В тринадцати проведённых играх он сделал 66 захватов, став вторым в команде по этом показателю. По итогам всех трёх сезонов карьеры его упоминали в числе возможных претендентов на место в сборной звёзд конференции Big Ten.

#### Статистика выступлений в NCAA
| Сезон | Команда            | Игры | Захваты | Захваты | Захваты | Захваты | Захваты | Перехваты | Перехваты | Перехваты | Перехваты | Перехваты | Фамблы | Фамблы | Фамблы | Фамблы |
| Сезон | Команда            | Игры | Solo    | Ast     | Tot     | Loss    | Sk      | Int       | Yds       | Y/R       | TD        | PD        | FR     | Yds    | TD     | FF     |
| ----- | ------------------ | ---- | ------- | ------- | ------- | ------- | ------- | --------- | --------- | --------- | --------- | --------- | ------ | ------ | ------ | ------ |
| 2019  | Мэриленд Террапинс | 12   | 30      | 15      | 45      | 1,0     | 0,0     | 2         | 0         | 0,0       | 0         | 5         | 0      | 0      | 0      | 0      |
| 2020  | Мэриленд Террапинс | 4    | 14      | 9       | 23      | 1,0     | 1,0     | 0         | 0         | 0,0       | 0         | 3         | 0      | 0      | 0      | 1      |
| 2021  | Мэриленд Террапинс | 13   | 44      | 22      | 66      | 3,5     | 3,0     | 3         | 55        | 18,3      | 0         | 2         | 0      | 0      | 0      | 2      |
| Всего | Всего              | 29   | 88      | 46      | 134     | 5,5     | 4,0     | 5         | 55        | 11,0      | 0         | 10        | 0      | 0      | 0      | 3      |

### Профессиональная карьера
Перед драфтом НФЛ 2022 года аналитик издания Bleacher Report Кори Гиддингс к преимуществам Кросса относил силовой стиль его игры, надёжность при захватах, навыки чтения пасовой игры. Среди недостатков он называл плохую маневренность, проблемы в игре в персональном прикрытии и не лучшую игровую дисциплину.
На драфте Кросс был выбран «Индианаполисом» в третьем раунде. Сумма его четырёхлетнего контракта с клубом составила 5 млн долларов.

#### Статистика выступлений в НФЛ

##### Регулярный чемпионат
| Сезон | Команда            | Игры | Захваты | Захваты | Захваты | Захваты | Захваты | Перехваты | Перехваты | Перехваты | Перехваты | Перехваты | Фамблы | Фамблы | Фамблы | Фамблы |
| Сезон | Команда            | Игры | Solo    | Ast     | Tot     | Loss    | Sk      | Int       | Yds       | Y/R       | TD        | PD        | FR     | Yds    | TD     | FF     |
| ----- | ------------------ | ---- | ------- | ------- | ------- | ------- | ------- | --------- | --------- | --------- | --------- | --------- | ------ | ------ | ------ | ------ |
| 2022  | Индианаполис Колтс | 16   | 11      | 6       | 17      | 0       | 0,0     | 0         | 0         | 0,0       | 0         | 0         | 1      | 0      | 0      | 0      |
| Всего | Всего              | 16   | 11      | 6       | 17      | 0       | 0,0     | 0         | 0         | 0,0       | 0         | 0         | 1      | 0      | 0      | 0      |

* На 7 января 2023 года